# Grylle

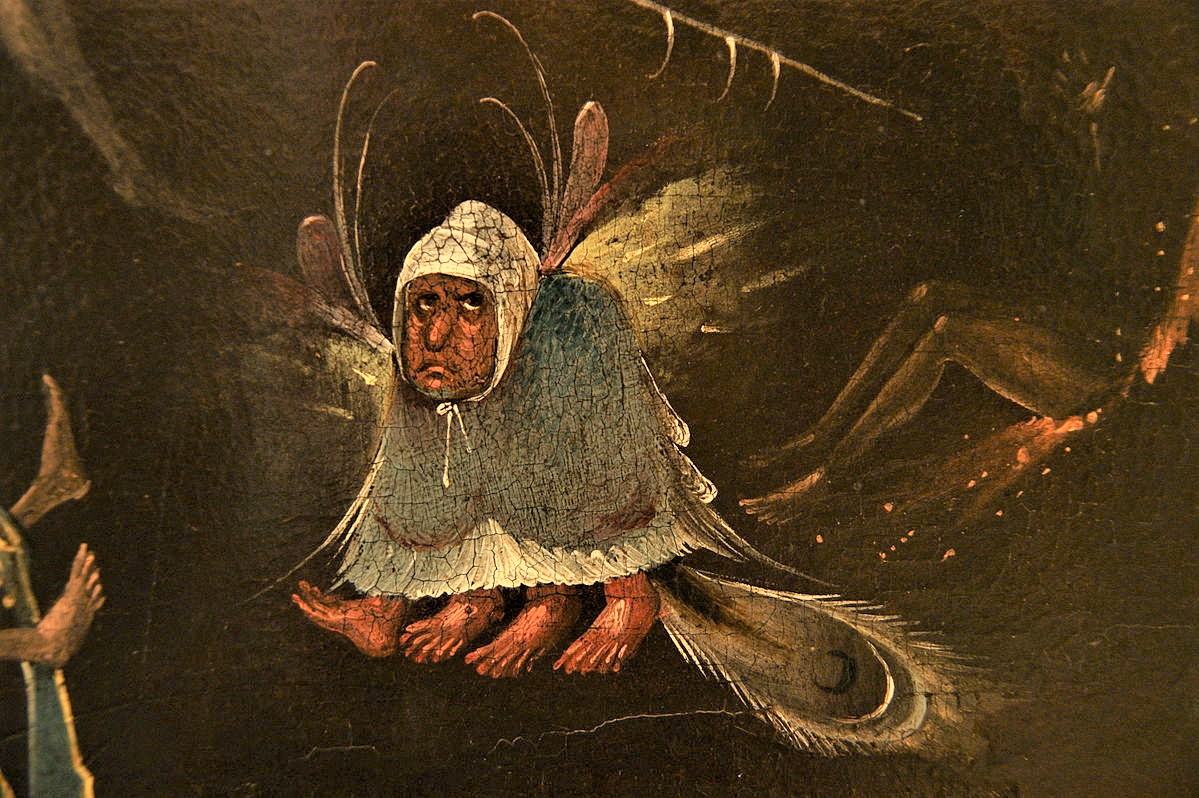
Un grylle (détail du Jugement dernier de Munich, dû à un suiveur de Jérôme Bosch).

Dans l'art antique, les grylles (ou grylloi, ou gryllos) sont des figures grotesques ou monstrueuses représentées sur divers supports.

## Antiquité
Dans l'art antique, les grylles étaient des créatures grotesques ou burlesques, de plusieurs types, selon les auteurs et les sources. Même si le terme est d'origine grecque, ces motifs se retrouvent aussi bien dans les cultures orientales (scythe, perse, égyptienne) qu'occidentales (grecque, étrusque, puis romaine).
L'historien de l'art Jurgis Baltrušaitis en a recensé plusieurs types,. On peut notamment citer :
- des personnages humanoïdes fortement déformés (membres absents ou surdimensionnés) : blemmyes (humanoïdes sans tête dont le visage est intégré à la poitrine), sciapodes (êtres munis d'une seule jambe), etc.
- des monstres formés par la combinaison de deux ou plusieurs têtes humaines[3], dont les trifrons,
- des créatures hybrides, mi-humaines, mi-animales[4] : cynocéphales, etc.,
- des assemblages de plusieurs animaux, pouvant rappeler les chimères, mais où le grotesque l'emporte sur l'aspect épique ou terrifiant.

Ces figures pouvaient être représentées sur tous types de supports : pièces de monnaie, sculptures, peintures murales, mosaïques, mais étaient particulièrement courantes gravées sur des pierres précieuses, en intaille ou en camée. Dans l'Antiquité romaine, cette dernière forme constituait fréquemment des amulettes de protection. Cette association entre le support et le motif d'un grylle est devenue si courante qu'en glyptique, on a désigné par « grylle » (au féminin) ce type de pierre fine gravée.

## Moyen Âge
D'après Baltrušaitis, le Moyen Âge traverse des époques « classiques » où il s'inspire de l'Antiquité pour la représentation pleine d'harmonie du monde des dieux et des héros, et des périodes où, au contraire, il retient de la même Antiquité le monde des êtres fantastiques qui en constituent l'autre face. L'époque romane n'a pas connu les grylles, mais ils réapparaissent lorsque l'époque gothique sort de sa période la plus « classique », au XIIIe siècle,, notamment dans les bas-reliefs architecturaux, en pierre et en bois, ainsi que dans les armures d'apparat. En peinture, les grylles, en particulier ceux de type « tête à pattes », sont des motifs récurrents des tableaux de Jérôme Bosch.
Dans de nombreux manuscrits médiévaux, en particulier dans les marges, on trouve également des représentations de figures grotesques similaires, généralement désignées sous le terme de drôleries, toutefois, certains auteurs utilisent également le terme de « grylles » pour les désigner.

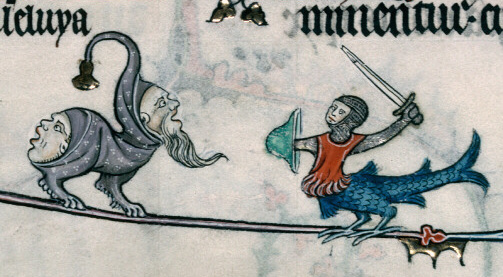
Bréviaire de Renaud de Bar (1303).
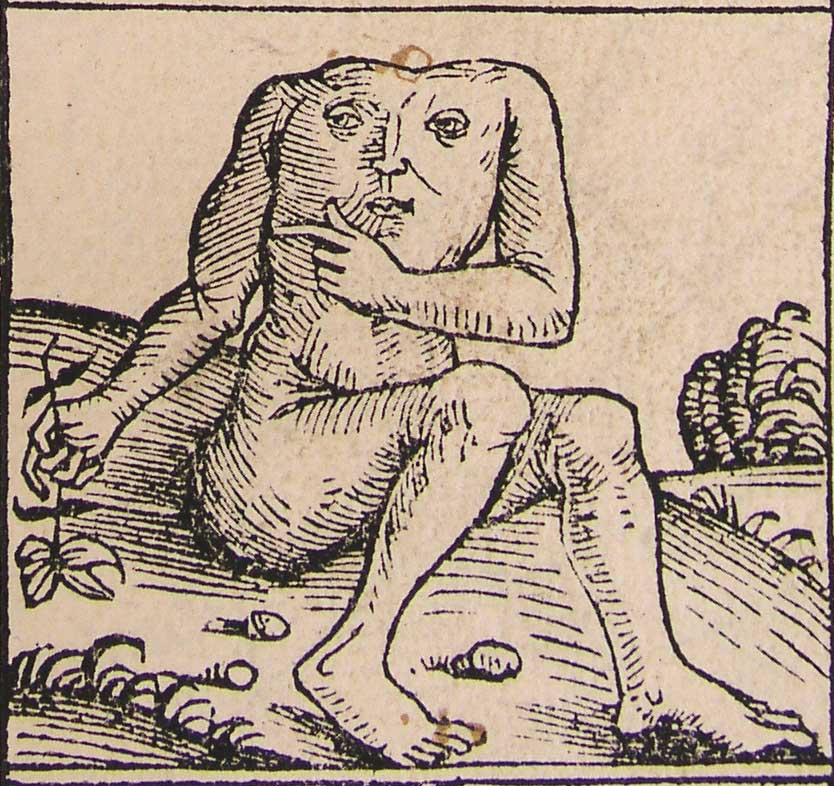
Liber Chronicarum (1493), illustration de Blemmye.
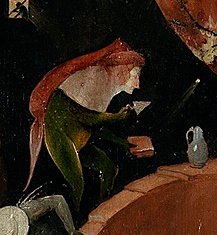
Hieronymus Bosch, Le Chariot de foin (détail).
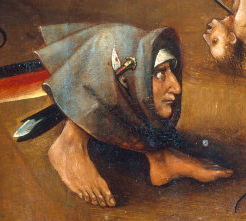
Hieronymus Bosch, « tête à pattes » dans Le Jugement dernier.

## Étymologie
Le terme « grylle », masculin, est la francisation du terme latin gryllos (accusatif pluriel), dérivé du grec γρύλλοι (transcrit grỳlloi). Tous ces termes sont utilisés indifféremment, mais la forme latine gryllos semble la plus fréquente dans la littérature savante. Il existe plusieurs hypothèses contradictoires sur l'étymologie du terme grec initial.
D'après Pline l'Ancien, (Histoire naturelle, XXXV, 114), l'origine du terme remonte à un peintre grec, Antiphile : « D'un autre côté, il a peint une figure habillée ridiculement, à laquelle il donna le nom plaisant de Gryllus, ce qui fit appeler grylles ces sortes de peintures » (traduction d'Émile Littré).